# 4×200米接力賽
4×200米接力賽是一項田徑賽事，參賽隊由四名選手組成，每名選手在標準的400米賽道上完成200米或半圈。這項賽事是符合世界紀錄的合格賽事，但在大多數賽道上不是標準賽事，儘管某些聯賽定期舉辦此賽事作為其賽事的一部分。

## 形式
比賽有多種形式可以進行。如果賽道被標記為四轉交錯格式，跑步者可以在整個比賽中留在他們的賽道中。在這種情況下，外線可能會在首回合的2/3處開始。這種特殊區域的標記應該用紅色標出，儘管許多軌道偏離標準標記顏色。 在常規標記的賽道上，比賽可以在正常的400米（和4×100米中繼）起跑線上開始。 作為兩輪交接，第一次交換將發生在4x100米接力賽的標準第二接棒區，第二次發生在正常4x400米接力區的第二次交棒。在交棒之後，跑步者將進入4×100米接力區的第二接棒區進行第三次交換。
在室內，這項賽事非常受歡迎，因為每棒都是標準的200米室內賽道的一圈。

## 世界紀錄
男子的世界紀錄是在巴哈馬拿騷舉行的首屆國際田聯世界接力錦標賽中。這個紀錄是1:18.63，由尼克爾·阿什梅德、瓦倫·韋爾、杰梅因·布朗和約安·布雷克組成的牙買加隊伍創造。 女子的世界紀錄是1:27.46，由LaTasha Jenkins、LaTasha Colander-Richardson、Nanceen Perry和Marion Jones組成的一隊名為“Blue”的美國隊伍，於2000年4月29日在賓夕法尼亞州費城創造的。

## 歐洲紀錄
- 男子  意大利 1:21.10 (Stefano Tilli、Carlo Simionato、Giovanni Bongiorni、Pietro Mennea),  卡利亞里 1983年9月29日[1]
- 女子  東德: 1:28.15 (玛莉斯·格尔、Romy Schneider-Müller、贝贝尔·埃克特-韦克尔、玛丽塔·科赫),   耶拿 1980年8月9日